# Kreisgericht Ostrowo
Das Kreisgericht Ostrowo war von 1849 bis 1878 ein preußisches Kreisgericht mit Sitz in Ostrowo.

## Geschichte
In Ostrowo bestand bis 1849 das Land- und Stadtgericht Ostrowo. Nach der Märzrevolution wurde dieses Gericht aufgehoben und in der ganzen Provinz Posen einheitlich Kreisgerichte gebildet. In Ostrowo entstand so das Kreisgericht Ostrowo. Es war eines von 16 Kreisgerichten im Sprengel des Appellationsgerichts Posen.
Der Sprengel des Kreisgerichts Ostrowo umfasste den Kreis Adelnau mit den Städten Adelnau, Ostrowo, Raszkow und Sulmierzyce mit 49.720 Gerichtseingesessenen (1861). Das Kreisgericht Ostrowo war Schwurgericht für die Kreisgerichte Ostrowo, Kempen, Krotoszyn und Pleschen. Gerichtstage wurden in Adelnau und Sulmierzyce gehalten. Das Gericht bestand aus einem Direktor und acht Kreisrichtern.
Im Rahmen der Reichsjustizgesetze wurde das Gerichtswesen in Deutschland 1879 vereinheitlicht. Damit wurde das Kreisgericht Ostrowo aufgehoben und das königlich preußische Amtsgericht Ostrowo mit Wirkung zum 1. Oktober 1879 als eines von acht Amtsgerichten im Bezirk des Landgerichtes Ostrowo als Nachfolger gebildet.